# Kazakstans bandyförbund
Kazakstans bandyförbund är det styrande organet för bandy i Kazakstan. Huvudkontoret ligger i Astana. Tidigare har det legat i både Oral och Almaty. 
Dess ordförande är Oralbaj Zjaksymbetov, medan Vladimir Pasjkovskij är vice ordförande..  
Kazakstans bandyförbund grundades 1993 och blev medlem i Federation of International Bandy samma år.